# Cal Batalla
Cal Batalla és un edifici de Calafell (Baix Penedès) protegit com a bé cultural d'interès local.

## Descripció
Es tracta d'un edifici de planta irregular amb dues façanes que donen a la via pública. És constituït per planta baixa i dues plantes pis. Les obertures d'ambdues façanes són distribuïdes simètricament.
A la façana principal hi ha la porta d'accés i una finestra contemporània. Al primer pis hi ha dos balcons amb llosana motllurada de pedra i cartel·les decorades amb el bust d'un personatge femení. Al segon pis hi ha dos balcons més, però de dimensions més petites. A la façana lateral també hi ha balcons, entremig hi ha una finestra. A la part superior de les façanes hi ha una cornisa motllurada. Les baranes dels balcons són fetes amb barrots verticals que arranquen d'un sòcol d'elements curvilinis. Les façanes són arrebossades i pintades de color blanc, menys el sòcol que és de color gris.
A l'interior de l'edifici hi ha una porta amb una reixa a la part superior amb la data de 1870.
El sistema constructiu és de tipus tradicional a base de murs de càrrega i sostres unidireccionals fets amb bigues de fusta. Els murs són de maçoneria unida amb morter de calç i les obertures de maó massís. Les llosanes dels balcons són de pedra tallada d'origen local i les cartel·les de terrissa.